# Ara martinica
L'ara della Martinica (Ara martinica Rothschild, 1905) è un'ipotetica specie estinta di pappagallo originaria della Martinica, un'isola appartenente alla Francia situata nella parte orientale del Mar dei Caraibi.

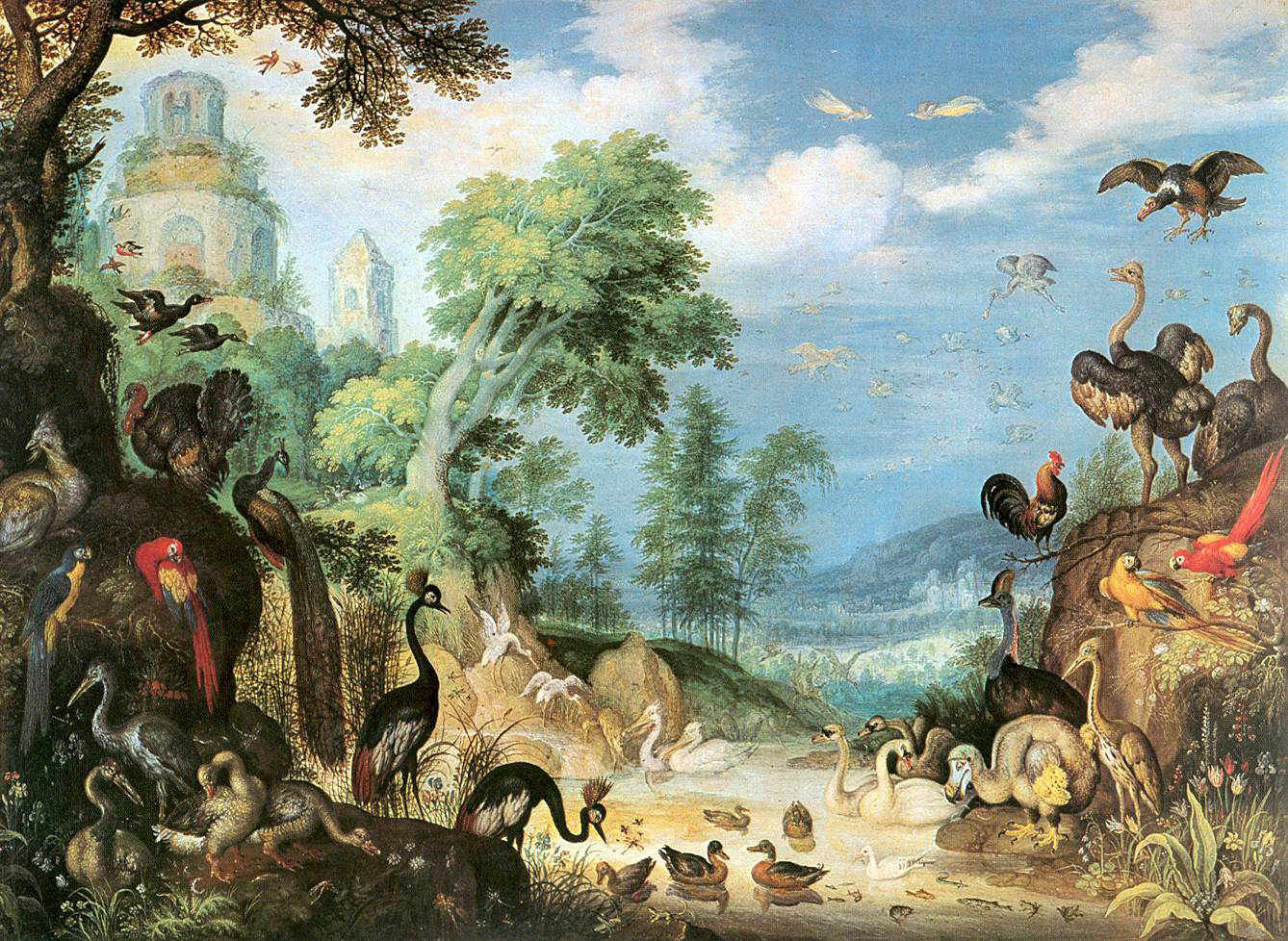
Secondo alcuni studiosi, all'estrema sinistra di questo dipinto di Roelant Savery del 1628 sarebbe raffigurata un'ara della Martinica.

Tale specie venne classificata e descritta scientificamente per la prima volta da Walter Rothschild nel 1905 (e successivamente nel 1907 nel suo libro Extinct Birds); per la descrizione, dato che non è giunto fino a noi nessun esemplare impagliato, Rothschild si basò su un breve rapporto dell'isola di Martinica scritto da Bouton nel XVII secolo. Inizialmente Rothschild diede a questo pappagallo il nome scientifico Anodorhynchus martinicus e solo in seguito lo classificò come Ara martinicus. Malgrado tutto, della presenza di questo caratteristico uccello insulare non è rimasto nulla e la sua stessa esistenza non potrà mai essere provata con certezza. Secondo alcuni studiosi si sarebbe trattato di esemplari di ara gialloblu portati sull'isola dagli esseri umani come animali da compagnia e poi tornati in libertà.